# Polyarchie
Die Polyarchie (altgr. πολυαρχία polyarchía ‚Vielherrschaft‘, von πολύς polýs ‚viel‘ und ἄρχειν árchein ‚herrschen‘) hatte in der Antike als Herrschaftsform kleinerer Machtzentren noch keinen festen Platz in den Staatsformen. Im 17. Jahrhundert wurde von Alsted der Begriff Polyarchie für eine Ordnung eingeführt, bei der das Volk die höchste Macht hat. Robert Alan Dahl hat ab 1953 diese traditionelle Begriffsbedeutung insofern abgewandelt, als er mit der Polyarchie eine unvollkommene Annäherung an einen demokratischen Idealtyp beschreibt, welche für die Verfassungswirklichkeit in den modernen Repräsentativdemokratien kennzeichnend sei. Polyarchien seinen „Repräsentativdemokratien des 20. Jahrhunderts mit allgemeinem Männer- und Frauenwahlrecht“ (M. G. Schmidt). Dieser Begriff hat sich nicht breiter durchgesetzt.

## Definition „Polyarchie“
Nach Dahl ist Demokratie das Ideal, das bisher von keinem Staat erreicht wurde. Die Polyarchie nähert sich diesem Ideal an. Sie ist das reale Ergebnis, das sich aus den Bemühungen um Liberalisierung und Demokratisierung politischer Institutionen ergeben hat. Dabei handelt es sich um einen Typ Politischer Ordnungen oder Regime, der sich von klassischen Demokratien mit geringeren Bevölkerungszahlen sowie in wichtigen Punkten von den nicht demokratischen Systemen unterscheidet. Aus einem System bestimmter politischer Rechte und einem Set politischer Institutionen ergibt sich dabei politische Kontrolle der hohen Regierungsmitglieder, indem diese ihre Ämter über Wahlen gewinnen, im Wettbewerb mit anderen Kandidaten, Parteien und politischen Gruppierungen.  Es gibt verschiedene Qualitätsstufen der Polyarchie, auf einer Skala von völliger Abwesenheit bis zu voller Polyarchie.
Das dem Polyarchie-Konzept zugrundeliegende Ideal der Demokratie hat nach Dahl fünf Bestandteile:
1. zielgenau, wirksame Teilhabe,
2. gleiches Wahlrecht und Stimmengewicht,
3. aufgeklärten Wissensstand,
4. abschließende Kontrolle der Politik durch das Volk und
5. Einbeziehung aller erwachsenen Staatsbürger.[2]

## Das Demokratie-Konzept der Polyarchie
Laut Dahl zeichnen sich idealtypische Demokratien durch fünf Systemmerkmale aus: Wirksame Beteiligung, gleiches Wahlrecht, authentische, aufklärerische Willensbildung, Einbeziehung aller Erwachsenen sowie Erlangung letztendlicher Kontrolle über die Agenda der Politik seitens der Gesamtheit der Stimmberechtigten. Demgegenüber entpuppten sich die meisten real existierenden Demokratien lediglich als Polyarchie. Kernvariablen solcher polyarchischen Demokratien sind nach Dahl zum einen die Möglichkeit aller Bürger zur politischen Partizipation und zum anderen der freie Wettbewerb um politische Macht. Diese Grundprinzipien würden garantiert durch
1. Freiheit, Organisationen zu gründen und ihnen beizutreten,
2. Meinungsfreiheit,
3. aktives Wahlrecht,
4. passives Wahlrecht,
5. Recht politischer Führer, um Unterstützung zu werben,
6. Informationsfreiheit,
7. freie und faire Wahlen sowie, dass
8. Institutionen für die Politikgestaltung der Regierung der Wahl unterliegen und es andere Möglichkeiten gibt, Präferenzen auszudrücken[3]

Diese acht Prinzipien sind in fast allen Versuchen der Demokratiemessung enthalten.
Der Demokratiebegriff in der Transitionsforschung – jenem Zweig der Vergleichenden Regierungslehre, der sich mit der Systemtransformation von Autokratien hin zu Demokratien beschäftigt – orientiert sich weitgehend am prozedural-institutionellen Demokratiebegriff aus Sicht des Dahl′schen Polyarchie-Konzepts.